# 프란시스카 발렌수엘라
프란시스카 발렌수엘라(Francisca Valenzuela, 1987년 3월 17일 ~ )는 미국 태생 칠레의 가수이다.

## 음반 목록
- Muérdete La Lengua (2007)
- Buen Soldado (2011)
- Tajo Abierto (2014)